# Jak-16
Jak-16 (ros. Як-16) – radziecki dwusilnikowy samolot transportowy i dyspozycyjny zaprojektowany w połowie lat 40. XX wieku przez biuro konstrukcyjne Jakowlewa w celu wypełnienia niszy między małymi samolotami Po-2 a większymi Li-2 (produkowane na licencji samoloty Douglas DC-3). Samolot nieprzyjęty do produkcji seryjnej, wyprodukowano tylko 2 prototypy.